# رون بويل
رون بويل (بالإنجليزية: Ron Boyle) هو دراج أسترالي، ولد في 25 أغسطس 1947.

## وصلات خارجية
- رون بويل على موقع أوليمبيديا (الإنجليزية)
- رون بويل على موقع اللجنة الأولمبية الأسترالية (الإنجليزية)
- رون بويل على موقع اتحاد ألعاب الكومنولث (مؤرشف) (الإنجليزية)